# St. Bartholomäus (Oberwerrn)
Die katholische Kirche St. Bartholomäus ist die Dorfkirche von Oberwerrn, einem Ortsteil von Niederwerrn im unterfränkischen Landkreis Schweinfurt. Die Kirche gehört zu den Baudenkmälern von Niederwerrn und ist zusammen mit der Kreuzigungsgruppe unter der Nummer D-6-78-160-9 in der Bayerischen Denkmalliste registriert. Oberwerrn bildet eine Pfarreiengemeinschaft mit Niederwerrn.

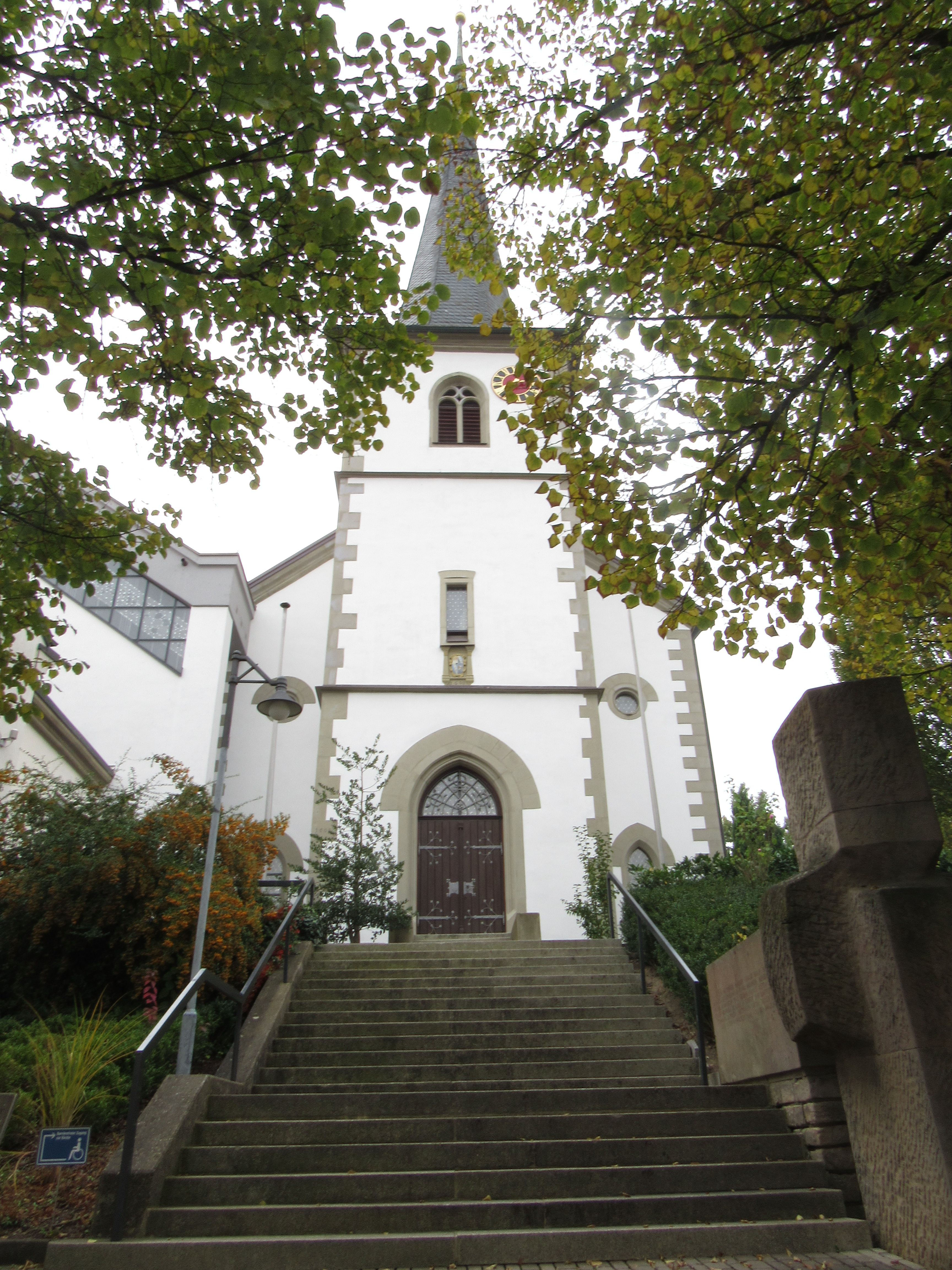
St.-Bartholomäus-Kirche

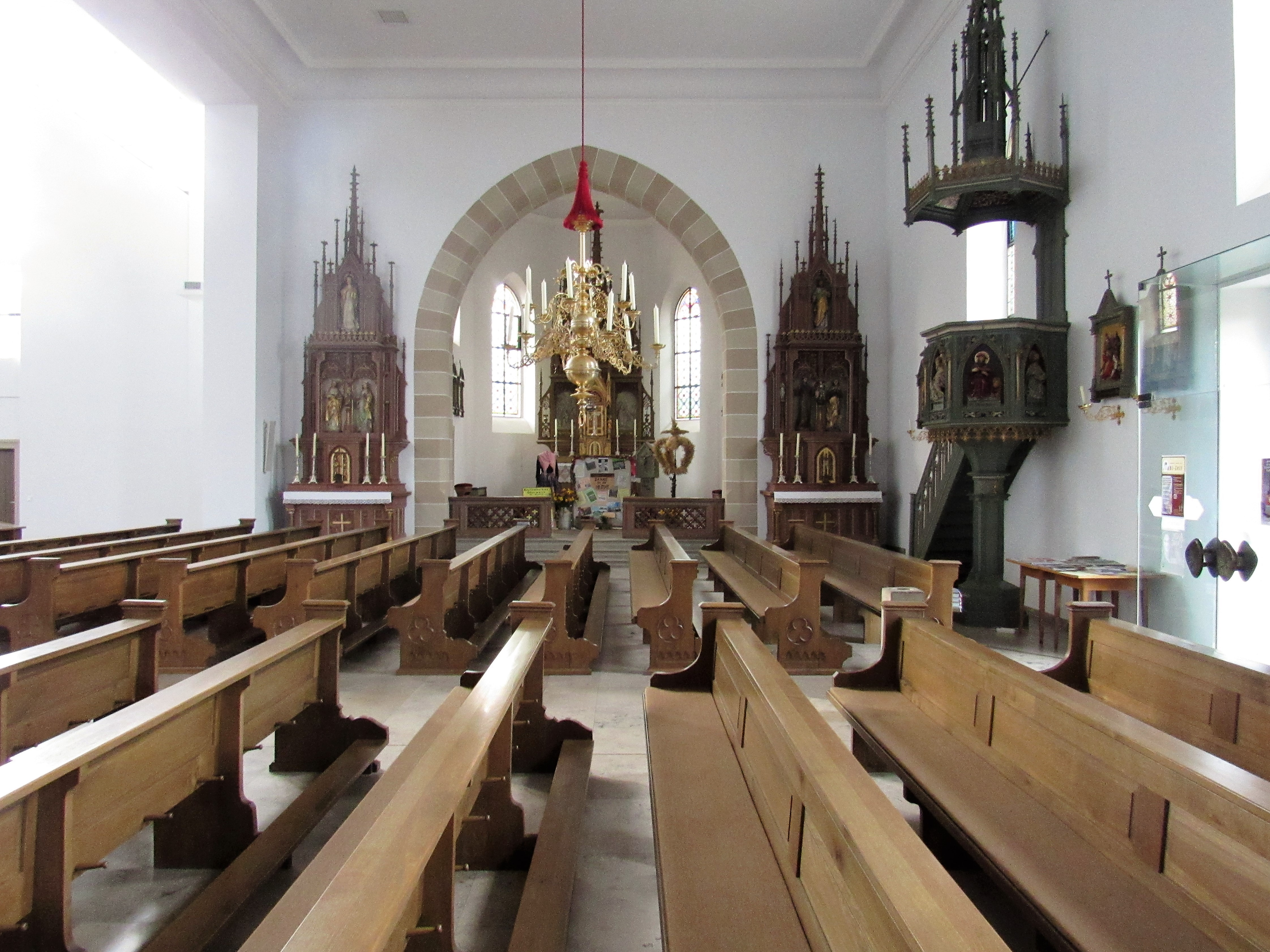
Innenraum der alten Kirche

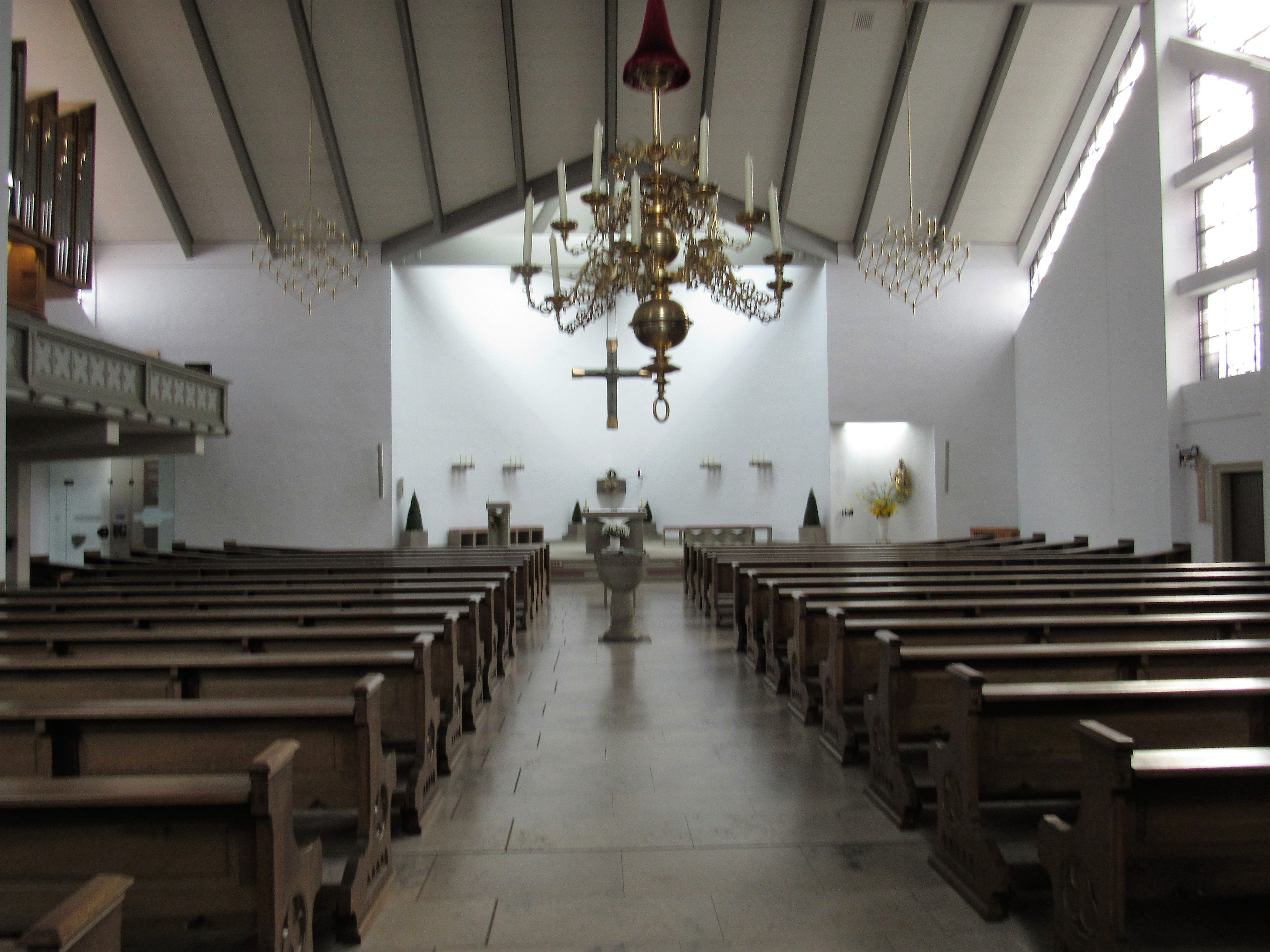
Innenraum der neuen Kirche

## Geschichte
Oberwerrn gehörte ursprünglich zur Pfarrei Kronungen. Vom Kirchenbau des Jahres 1608 besteht noch der Kirchturm (Jahreszahl links vom Turmportal). Der alte Kirchenbau entstand in den Jahren 1891 bis 1892. 1978 bis 1980 wurde die Kirche nach Entwürfen des Schweinfurter Architekten Kurt Blenk erweitert.

## Beschreibung
Der Kirchturm, ein Julius-Echter-Turm, steht an der Nordseite der Kirche. Über dem Turmportal ist das Wappen des Fürstbischofs angebracht. Durch das Portal gelangt man zunächst in das ursprüngliche Langhaus, das zum westlichen Fünf-Achtel-Chor hin ausgerichtet ist. Dieser alte Kirchenbau hat spitzbogige Fenster. Der durch Lichtbänder erhellte Neubau schließt im Süden mit einer fensterlosen dreieckigen Chornische ab.

## Ausstattung
Hochaltar, Seitenaltäre und Kanzel im Altbau sind neugotisch und wurden von Franz Wilhelm Driesler geschaffen. Über dem Altar des Neubaus hängt ein großes Kruzifix. Die Orgel steht auf der westlichen Empore. Die Kirche besitzt vier Glocken mit den Tönen e’ – g’ – a’ – h’.